# 斯氏翹嘴脂鯉
斯氏翹嘴脂鯉（Pyrrhulina stoli），為輻鰭魚綱脂鯉目脂鯉亞目鱂脂鯉科的其一種，為熱帶淡水魚，分布於南美洲圭亞那淡水流域，體長可達6公分，棲息中底層水域，生活習性不明。